# Chauncey N. Olds

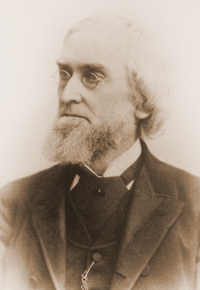
Chauncey N. Olds

Chauncey N. Olds (* 2. Februar 1816 in Marlboro, Vermont; † 11. Februar 1890 in Columbus, Ohio) war ein US-amerikanischer Jurist und Politiker. Er war 1865 Attorney General von Ohio. Der Kongressabgeordnete Edson B. Olds war sein Bruder. Olds gehörte der Republikanischen Partei an.

## Werdegang
Chauncey N. Olds wurde ungefähr ein Jahr nach dem Ende des Britisch-Amerikanischen Krieges im Windham County geboren. Im Alter von vier Jahren zog die Familie nach Ohio und ließ sich dort im Cuyahoga County nieder. Die Familie zog dann 1830 nach Circleville (Pickaway County). Im Herbst 1830 begann er an der Ohio University mit seinem Studium, welches er aber wegen einer Erkrankung drei Jahre später aufgeben musste. Er ging dann ab 1834 auf die Miami University, wo er 1836 seinen Abschluss machte. Danach war er dort als Professor tätig. 1840 gab er seine Stellung auf. Er studierte Jura und begann dann 1842 nach dem Erhalt seiner Zulassung als Anwalt in Circleville zu praktizieren. Seine Studienzeit war von der Wirtschaftskrise von 1837 überschattet und die Folgejahre vom Mexikanisch-Amerikanischen Krieg. Er praktizierte in der Town bis 1856. Zwischen 1848 und 1849 saß er im Repräsentantenhaus von Ohio und zwischen 1849 und 1850 im Senat von Ohio. Während jener Zeit war er ein Mitglied der Whig Party. Später trat er der Republikanischen Partei bei. 1856 zog er nach Columbus (Ohio). Er kandidierte dann 1862 erfolglos für das Amt als Attorney General von Ohio. Der Gouverneur von Ohio John Brough ernannte Olds am 20. Februar 1865 zum neuen Attorney General, um die Vakanz zu füllen, die durch den Rücktritt von William P. Richardson entstand. Olds kandidierte nicht bei der Wahl von 1864. Er war 25 Jahre lang als Trustee der Miami University tätig. Ferner war er Mitglied der Presbyterianischen Kirche. Die letzten 17 Jahre seines Lebens vertrat er die Pittsburg, Cincinnati and St. Louis Railway im Franklin County. Er verstarb am 11. Februar 1890 in seinem Haus in Columbus.